# The Best of, Vidi ove pisme (album)
The Best of, Vidi ove pisme kompilacijski je album hrvatskog skladatelja, tekstopisca i glazbenika Dina Dvornika, koji izlazi 1998. g.
Objavljuje ga diskografska kuća Croatia Records, sadrži sedamnaest skladbi, a njihovi producenti su Dino Dvornik, Dragan Čačinović, Dragan Lukić i Željko Banić.
Materijal na albumu sastoji se od Dininih starih uspješnica koje su ga pratile kroz njegovu glazbenu karijeru uz dvije nove skladbe "Dr. lake šetnje" i "Nema mene". 
Dino Dvornik 1999. za ovaj album dobiva prestižnu hrvatsku diskografsku nagradu, Porin, u kategoriji najbolji kompilacijski album.
Reizdanje albuma na CD-u izdavačka kuća Croatia Records, objavljuje 2005. godine.
"The Best of, Vidi ove pisme" Dina Dvornika se također može pronaći u Croatia Records trgovinama te na njihovom online shopu.

## Popis pjesama
1. "Intro: Ella" - 0:31 p&c 1997.
  - Dvornik - Dvornik - Dvornik
2. "Zašto praviš slona od mene" - 4:23 p&c 1988.
  - Dvornik - Gibonni - Dvornik
3. "Tebi pripadam" - 3:35 p&c 1988.
  - Dvornik - G.Kralj - Dvornik
4. "Najviše kriv sam ja" - 4:35 p&c 1997.
  - Dvornik - Dvornik - Dvornik
5. "Ti si mi u mislima" - 4:17 p&c 1989.
  - Dvornik - Dvornik - Dvornik
6. "Ella Ee (feat. Neno Belan)" - 5:37 p&c 1990.
  - N.Belan - D.Alebić - Dvornik
7. "Ja bih preživio" - 5:07 p&c 1990.
  - Dvornik - Gibonni - Dvornik / Z.Šabijan
8. "Junak plaže" - 4:42 p&c 1993.
  - Dvornik - Gibonni - Dvornik
9. "Dr. lake šetnje (feat. Željko Banić)" - 3:47 p&c 1998.
  - Ž.Banić - Dvornik - Dvornik / Ž.Banić
10. "Africa" - 4:25 p&c 1995.
  - Dvornik - Dvornik - Dvornik
11. "Žigolo" - 4:24 p&c 1995.
  - Dvornik - Dvornik - Dvornik
12. "Peti element" - 5:29 p&c 1997.
  - Dvornik - V.Grabovac - Dvornik
13. "Điha, điha" - 4:17 p&c 1997.
  - Dvornik - Dvornik - Dvornik
14. "Imam rep" - 5:14 p&c 1992.
  - Dvornik - Gibonni - Dvornik
15. "Jače manijače" - 3:55 p&c 1990.
  - Dvornik - R.Amadeus - Dvornik / Z.Šabijan
16. "Ljubav se zove imenom tvojim" - 4:38 p&c 1988.
  - Dvornik - G.Kralj - Dvornik
17. "Nema mene (feat. Željko Banić)" - 4:04 p&c 1998.
  - Ž.Banić / Dvornik - Dvornik / Ž.Banić - Dvornik / Ž.Banić

## Izvođači i produkcija
- Producent - Čačinović, Lukić, Dvornik, Banić
- Snimljeno u studiju - "Trooly", "Lisinski" i "Vilović"
- Programi - Ante Pecotić, "Dr. lake šetnje" i "Nema mene"
- Ovitak - Božesačuvaj
- Foto - Dražen Lapić
- Likovni urednik - Ivica Propadalo

## Vanjske poveznice
- discogs.com - Dino Dvornik - The Best of, Vidi ove pisme